# Grégoire Georges Ypsilantis
Grégoire Georges Ypsilantis (en grec moderne : Γρηγόριος Γεώργιος Υψηλάντης et en allemand : Fürst Gregor Ypsilanti), prince Ypsilantis, est né le 17 septembre 1835, à Vienne, en Autriche, et mort le 19 février 1886 à Paris, en France. Petit-fils du prince de Moldavie Constantin Ypsilantis, c'est un diplomate et un homme politique grec d'origine phanariote.

## Famille
Petit-fils du prince de Moldavie Constantin Ypsilantis (1760-1816) et neveu des combattants de la guerre d'indépendance Alexandre (1792-1828) et Dimitrios Ypsilantis (1793-1832), Grégoire Georges Ypsilantis est le fils de Grégoire Ypsilantis (1805-1835) et de Chariclée Skanavi.
Le 23 novembre 1862, Georges Ypsilantis épouse Hélène Sina (1845-1893), fille de l'homme d'affaires autrichien Simon Sina (1810-1876) et de sa femme Iphigénie Gikas. De ce mariage naissent 4 enfants :
- Chariclée Ypsilantis (1863-1912), princesse Ypsilantis, qui épouse, en 1882, le prince Philippe-Ernest de Hohenlohe-Schillingsfürst (en) (1853-1915) ;
- Iphigénie Ypsilantis (1869-1943), princesse Ypsilantis, qui épouse, en 1888, le comte Albert von Pappenheim ;
- Emmanuel Ypsilantis (de) (1877-1940), prince Ypsilantis, qui épouse, en 1902, Esmeralda Thomas Galati von Galati ;
- Théodore Ypsilantis (1881-1943), prince Ypsilantis, qui épouse la comtesse Miltiade Levidis.

## Biographie
En 1862, le nom de Grégoire Georges Ypsilantis est évoqué au moment de l'élection au trône de Grèce, mais il n'obtient que 6 voix lors du plébiscite du 16 décembre,,.
En 1864[réf. nécessaire], le prince est nommé ambassadeur de Grèce à Vienne (de) et à Berlin (de), poste qu'il conserve de nombreuses années, et même durant la crise de 1873, moment où tout le corps diplomatique hellène est limogé pour des raisons économiques.  
En 1868, Grégoire Georges Ypsilantis est élu député de Nauplie[réf. nécessaire]. Sollicité par le Premier ministre Epaminóndas Deligeórgis pour devenir ministre des Affaires étrangères en 1870, il refuse le poste, ce qui mécontente le roi Georges Ier[réf. nécessaire].